# Baouli
Baouli est un village de la région de l'Extrême-Nord du Cameroun. Il appartient au département de Diamaré, l'arrondissement de Bogo et le lawanat ou canton de Bogo Sud. Le village se situe à une latitude nord de 10°42' et une longitude est de 14°41'. Le village est accessible via la route départementale D5, entre Bogo et Sedek.

## Démographie
Le recensement du Bureau Central des études de la Population de 2005 distingue Baouli Ardjanire I  et Baouli Ardjanire II. Les deux villages comptent respectivement 242 personnes, dont 115 hommes et 127 femmes, et 89 personnes dont 45 hommes et 44 femmes.

## Climat
Le climat de la région est désertique selon la classification de Koppen-Geiger. Ce climat se caractérise par une sécheresse et une aridité permanente, un manque permanent d'eau dans les sols et dans l'air. Ce climat exerce de fortes contraintes sur le développement de la vie végétale et animale de la région. La sécheresse persistante « amenuise les ressources et hypothèques la sécurité alimentaire », selon Tchindjang et al.